# San Pietro di Brazza
San Pietro di Brazza (in croato Supetar), in passato San Pietro della Brazza, con i suoi 4 096 abitanti, è la principale località sull'isola di Brazza, in Dalmazia.
La principale attività è il turismo e San Pietro è il principale porto dell'isola per i collegamenti in traghetto con la terraferma, in particolare con la città di Spalato.

## Società

### La presenza autoctona di italiani
È presente una piccola comunità di italiani autoctoni che rappresentano una minoranza residuale di quelle popolazioni italofone che abitarono per secoli la penisola dell'Istria e le coste e le isole del Quarnaro e della Dalmazia, territori che furono della Repubblica di Venezia.
Secondo il censimento austro-ungarico del 1880 erano presenti 421 italiani che risultarono drasticamente diminuiti nel censimento del 1890 con 94 italiani e quello del 1900 con 24 italiani. Stando a quest'ultimo censimento, la popolazione del comune di San Pietro di Brazza era nella quasi totalità di lingua croata (98,6%) e solo lo 0,9% era di lingua italiana. La situazione etnico-linguistica variava di poco se si considerava solamente il capoluogo senza le quattro frazioni (98,0%/1,3%).

## Geografia antropica

### Località

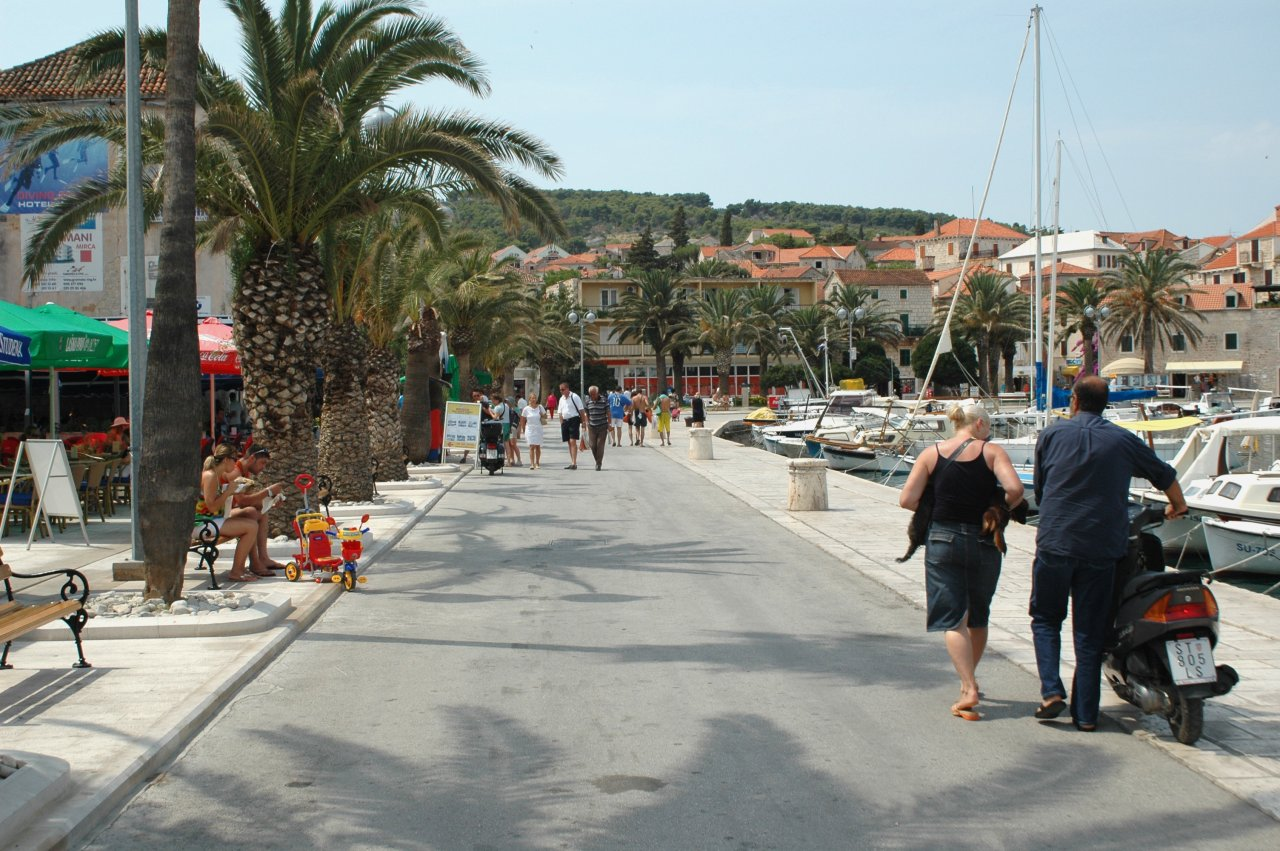
Lungomare a San Pietro

Il comune di San Pietro di Brazza è costituito da 4 insediamenti (naselja): San Pietro di Brazza, Mirzé o Mirza (Mirca), Splisca o Porta di Spalato (Splitska) e Scirpea (Škrip).